# Сёстры Магдалины
«Сёстры Магдалины» (англ. The Magdalene Sisters) — фильм, снятый в 2002 году режиссёром Питером Малланом.

## Сюжет
Ирландия, 60-е годы XX века. Три юные девушки Роза, Бернадетта и Маргарет попадают в приют Святой Магдалины, исправительное учреждение для «падших женщин». Маргарет изнасиловал кузен на свадьбе её подруги, Бернадетта открыто флиртовала с мальчишками и была вызывающе красива, а Роза родила ребёнка вне брака. Сестра Бриджит, настоятельница приюта, разъясняет им, что теперь они тяжёлой работой в прачечной и молитвами будут искупать свои «грехи». В приюте девушки знакомятся с Криспиной, слабоумной и доброй девушкой, которая даже не понимает, в какой ад она попала. Девушки каждый день терпят издевательства, побои, насилие, не имея никакой надежды когда-нибудь вернуться к нормальной жизни, в месте, где всё направлено на подавление личности, где можно либо сойти с ума, либо стать безмолвным исполнителем чужой воли. Редко выпадающие на их долю радости только усугубляют горечь нахождения в приюте.
Бернадетта пробует сбежать, но монахини ловят её и жестоко наказывают.
Маргарет сближается с Криспиной. Однажды, во время праздника, она случайно видит, как священник принудил Криспину к оральному сексу, и мстит ему, подложив в его бельё ядовитые растения, а Криспине говорит что «он не Божий человек». Криспина во всеуслышание заявляет об этом, и настоятельница, дабы сгладить инцидент, отправляет её в сумасшедший дом, где она через  какое-то время действительно сходит с ума.
Спустя несколько лет за Маргарет приезжает её подросший брат. Она уезжает домой, сохранив в своём сердце ненависть к мужчинам. Бернадетта подговаривает Розу сбежать. Побег удаётся, они отправляются к кузине Бернадетты, которая даёт им деньги и крышу над головой. Роза уезжает в Ливерпуль, а Бернадетта идёт учиться на парикмахера. Они свободны, но память о минувшем кошмаре и призраки прошлого преследуют их до конца жизни.

## В ролях
- Джеральдин Макьюэн — сестра Бриджит
- Энн-Мари Дафф — Маргарет
- Нора-Джейн Нун — Бернадетта
- Дороти Даффи — Роза/Патришия
- Айлин Уолш — Криспина
- Мэри Мюррей — Уна
- Брита Смит — Кэтти
- Фрэнсис Хили — сестра Джуд
- Эйтни МакГиннесс — сестра Клементина
- Филлис МакМэйхон — сестра Августа
- Ребекка Уолш — Жозефина
- Имонн Оуенс — Имонн, брат Маргарет
- Крис Симпсон — Брендон
- Шон Колган — Симус
- Джули Остин — Тереза
- Дэниэл Костелло — отец Фицрой

## Съёмочная группа
- Режиссёр — Питер Маллан
- Автор сценария — Питер Маллан
- Продюсер — Фрэнсис Хигсон
- Оператор — Найджел Уиллоуби
- Художник-постановщик — Каролин Греббел
- Композитор — Крейг Армстронг

## Интересные факты
- Питер Маллан снялся в роли отца Уны, одной из девушек приюта
- Последний приют Святой Магдалины закрылся в 1996 году
- Против показа этого фильма выступал Ватикан[3]
- Сценарий фильма был написан Питером Малланом после просмотра документального фильма «Секс в холодном климате», посвящённого положению девушек приюта Магдалины.
- 90 % (из 144 учтённых) критических отзывов о фильме были положительны[4] (83 балла из 100 на базе 38 обзоров[5]).
- Для Норы-Джейн Нун роль Бернадетты в фильме — дебют. Её выбрали среди множества других претенденток, осмотренных по всей стране.
- Съёмка производилась только ручной камерой и камерой на штативе. Таким образом, акцент делался больше на персонаже, чем на композиции.